# Glengarry Nord
Pour les articles homonymes, voir Glengarry.
Glengarry Nord (en anglais : North Glengarry) est une municipalité de canton canadienne de l'Ontario. Elle est située dans les comtés unis de Stormont, Dundas et Glengarry, dans la région de l'Est ontarien.
La nouvelle municipalité est créée le 1er janvier 1998 par la fusion des anciennes municipalités de Maxville, d'Alexandria, de Kenyon et de Lochiel.

## Géographie
Le canton de Glengarry Nord compte les localités d'Alexandria, Apple Hill, Athol, Dominionville, Baltic's Corners, Breadalbane, Brodie, Fiskes Corners, Dalkeith, Dornie, Dunvegan, Fairview, Fassifern, Glen Robertson, Glen Sandfield, Greenfield, Guaytown, Kirkhill, Laggan, Lochiel, Lochinvar, Lorne, Maxville, McCormick, McCrimmon, Pine Grove, St. Elmo et Stewarts Glen. Ce canton est à 69 % rural[réf. nécessaire].
La plus grande partie du territoire de Glengarry Nord est inclus dans la zone de protection des sources de la région Raisin. La rivière Rigaud prend sa source à Dalkeith, dans le canton. Elle poursuit son cours dans le canton de Hawkesbury Est (Saint-Eugène) pour se jeter ensuite dans la rivière des Outaouais, à Rigaud (Québec). La rivière Delisle prend sa source au sud de Glengarry Nord, arrose Alexandria pour se diriger dans la municipalité régionale de comté de Vaudreuil-Soulanges au Québec et se jeter dans le fleuve Saint-Laurent.
L'autoroute 417 reliant Ottawa et Montréal chevauche la limite septentrionale du canton.

## Histoire
Le canton s'est développé à partir de le deuxième moitié du XVIIIe siècle avec l'établissement d'immigrants venant d'Écosse et de loyalistes fuyant la Révolution américaine, puis de fermiers francophones du Québec. Les deux cultures fondatrices du Canada s'étendent ainsi à travers toute la municipalité.

## Démographie
La population totale habitant la municipalité est de 10 251 habitants en 2011, pour une densité brute de population de 15,9 habitants au km2. La population est en baisse de 3,6 % entre 2006 et 2011. Une proportion de 57 % de la population est bilingue, parlant français et anglais en 2006. Une proportion de 65 % de la population parle le français[réf. nécessaire].
| 2001   | 2006   | 2011   | 2016   |
| ------ | ------ | ------ | ------ |
| 10 589 | 10 635 | 10 251 | 10 109 |

## Politique
Le canton de Glengarry Nord émet certains avis dans les deux langues officielles du Canada. Toutefois, son site web est unilingue anglais, aucun contenu n'étant rédigé en français, , malgré la désignation de la totalité du comté de Glengarry par la Loi sur les services en français de l'Ontario.
Le canton est compris dans la circonscription provinciale de Glengarry-Prescott-Russell et dans la circonscription fédérale de Glengarry-Prescott-Russell.

## Culture
Le musée des pionniers de Glengarry, inauguré en 1962, permet de visiter des bâtiments datant de l'implantation dans le Haut-Canada de colons à partir des années 1840. Le Fall Harvest Festival s'y déroule à la mi-septembre.

## Société
Les Glengarry Highland Games, événement anglophone célébrant la tradition écossaise, se tiennent à Maxville au début août chaque année depuis 1948. La foire du bois de Glengarry, qui se tient en juillet à Dunvegan depuis 2009, regroupe propriétaires de boisés, acériculteurs, consultants forestiers, bûcherons, scieurs, aménagistes forestiers, fabricants de meubles et fournisseurs d'équipement forestier. Sa fréquentation est de 1 500 personnes en 2013.